# باندیکوت صحرایی
باندیکوت صحرایی (نام علمی: Perameles eremiana) نام یک گونه منقرض‌شده از زیرخانواده باندیکوت است.